# Sabi
Sabi, pseudonimo di Jenice Dena Portlock (Inglewood, 24 novembre 1988), è una cantante, ballerina e attrice statunitense.
Sabi viene da una famiglia: la madre è di origine latina mentre il padre statunitense. Dopo il divorzio dei genitori, Sabi e le sue sorelle andarono a vivere con il padre. Lei e le sorelle passavano molto tempo a guardare MTV; in particolare gli idoli musicali della futura artista erano Michael Jackson, Prince e Sade. Fu proprio guardando Jackson che Sabi inizió a sperimentare con i passi di danza oltre che con l'interpretazione di brani musicali. Conseguito il diploma, non potendo realizzare il suo desiderio di frequentare la Debbie Allen Dance Academy di Los Angeles per motivi economici, decise di cimentarsi nella recitazione e nel 2008 è riuscì ad avere una parte nel cortometraggio The Smallest River in Almirante. Sabi ha continuato a lavorare sulla sua tecnica vocale cercando di imitare altri cantanti. In seguito ha dichiarato: "Non importa chi fosse, Justin Timberlake, Brandy, o Alicia Keys, potrei imitare esattamente come cantavano. Ero così a mio agio con la mia voce". Ha iniziato a scrivere le sue canzoni e registrarle su un registratore vocale, ma la svolta è avvenuta quando il suo manager l'ha introdotta a diversi produttori con cui ha lavorato e che ne hanno migliorato lo stile..

## Inizi nel mondo della musica
Nel 2009 Sabi ha fondato un duo R&B con cui ha pubblicato i singoli "Boys With Tattoos (We Jerkin')" e "Found My Swag (featuring the New Boyz)" ma, a causa del ferimento dell'altra ragazza durante una sparatoria, il progetto non è mai decollato. Tuttavia la casa discografica, fiduciosa del suo talento, ha deciso di continuare a sostenerla.

## Debutto come solista
Nel 2011 l'artista ha collaborato con numerosi artisti: ha duettato con i Cobra Starship in You Make Me Feel, brano divenuto hit di successo in molte nazioni; ha duettato con Britney Spears in (Drop Dead) Beautiful, traccia contenuta nell'album Femme Fatale. Secondo alcune indiscrezioni, il brano avrebbe potuto essere il quinto singolo estratto dall'album Femme Fatale ma ciò non è avvenuto. 
Sabi è stata anche ospite di alcune tappe del The Femme Fatale Tour. 
Il suo album di debutto avrebbe dovuto essere pubblicato nel 2012 ma non è stato così. Vennero pubblicati solo in rete i brani Good Night e Wild Heart.